# Konfederacja Generalna Królestwa Polskiego
Konfederacja Generalna Królestwa Polskiego – skonfederowany nadzwyczajny Sejm Księstwa Warszawskiego, który w czerwcu 1812 roku formalnie przekształcił Księstwo Warszawskie w Królestwo Polskie i proklamował przyłączenie do niego „ziem zabranych”. Konfederacja Generalna była odpowiedzią na rozpoczęcie przez Napoleona wojny z Rosją, oficjalnie zwanej drugą wojną polską. W lipcu 1812 roku formalnie przejęła ziemie litewsko-ruskie dawnej Rzeczypospolitej. W wyniku przegranej wojsk Napoleona oraz okupacji Księstwa Warszawskiego przez wojska rosyjskie (1813) działania Konfederacji w praktyce przestały obowiązywać.
Uchwałę w sprawie konfederacji podjęto 28 czerwca 1812 r. Tuż przed odczytaniem aktu konfederacji minister skarbu Tadeusz Matuszewicz miał powiedzieć: Powstanie więc Polska, co mówię? Jest już Polska, a raczej nigdy ona być nie przestała.

## Geneza
Plan jej powstania wysunął Napoleon Bonaparte jeszcze 31 maja tegoż roku w Poznaniu po konsultacjach z Tadeuszem Matuszewiczem. Realizując to porozumienie, król Saksonii i książę warszawski Fryderyk August I dekretem z dnia 26 maja zrzekł się wszystkich swych kompetencji, z wyłączeniem zmian w sądownictwie oraz prawa do nominacji i zawieszania ministrów, na rzecz Rady Ministrów Księstwa Warszawskiego. W założeniach przywrócenie Królestwa Polskiego miało wspomóc siły koalicjantów w czasie wojny z Rosją. Wielka Armia, wkraczając na ziemie zabrane, występowała tym samym jako wyzwolicielka Polaków.

## Organy
Marszałkiem konfederacji został Adam Kazimierz Czartoryski, powołano organ wykonawczy – Radę Generalną Konfederacji (Generalność). Jej członkami zostali: bp Jan Klemens Gołaszewski, Kajetan Koźmian, Aleksander Linowski, Antoni Ostrowski, Karol Skórkowski, Fryderyk Skórzewski, Franciszek Wężyk, Stanisław Kostka Zamoyski, Marcin Badeni, Joachim Owidzki, Aleksander Linowski i Franciszek Łubieński. Sam akt jej zawiązania wpisano niezwłocznie do Metryki Koronnej, nawiązując tym samym do tradycji staropolskiej.
Do Konfederacji przystąpił również król saski i książę warszawski Fryderyk August I, który w ten sposób przyjmował tytuł króla Polski.

## Działalność
Konfederacja przywracała w zasadzie ustrój Rzeczypospolitej Obojga Narodów, w tym dawny herb – Orła i Pogoń – oraz barwy biało-karmazynowe (używane jeszcze przez konfederatów barskich). Fala entuzjazmu ogarnęła wówczas cały kraj; pospiesznie zbierane sejmiki szlacheckie ogłaszały jednomyślnie akces do konfederacji.
1 lipca w katedrze wileńskiej miało miejsce potwierdzenie unii polsko-litewskiej. 11 lipca Napoleon przyjął w Wilnie deputację Rady Generalnej pod przewodnictwem Józefa Wybickiego, która bezskutecznie zabiegała u cesarza o przywrócenie Królestwa Polskiego. Po 14 lipca 1812 roku konfederacja przejęła formalnie administrację nad terytoriami litewsko-ruskimi kontrolowanymi przez armie napoleońskie. Władzę w jej imieniu sprawowała Komisja Rządu Tymczasowego Wielkiego Księstwa Litewskiego, będąca de facto pod kontrolą francuskiego komisarza Edwarda Bignona.
Jeszcze przed zakończeniem fatalnej kampanii rosyjskiej Napoleona, władze konfederacji usiłowały podjąć negocjacje z carem Aleksandrem (upoważniony do tego został Adam Jerzy Czartoryski). Car zadeklarował się polsko-litewskiej dyplomacji wyraźniej niż Napoleon, ofiarowując zawieszenie broni i zachowanie polskiej państwowości, ale wyłącznie pod swoim własnym przywództwem.
Wobec okupacji Polski przez wojska rosyjskie 30 kwietnia 1813 roku członkowie konfederacji wraz z władzami Księstwa opuścili stolicę i skierowali się na południe do Krakowa, gdzie stacjonował książę Józef Poniatowski z wojskiem. Czas na negocjacje z Rosją przeminął, konfederacja przestała liczyć się jako ciało decyzyjne i zaprzestała działalności.

## Galeria

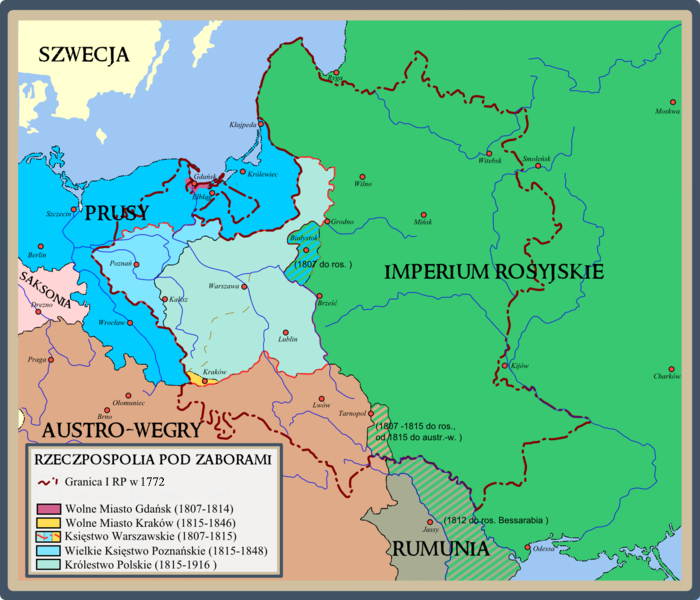
Ziemie polskie pod zaborami
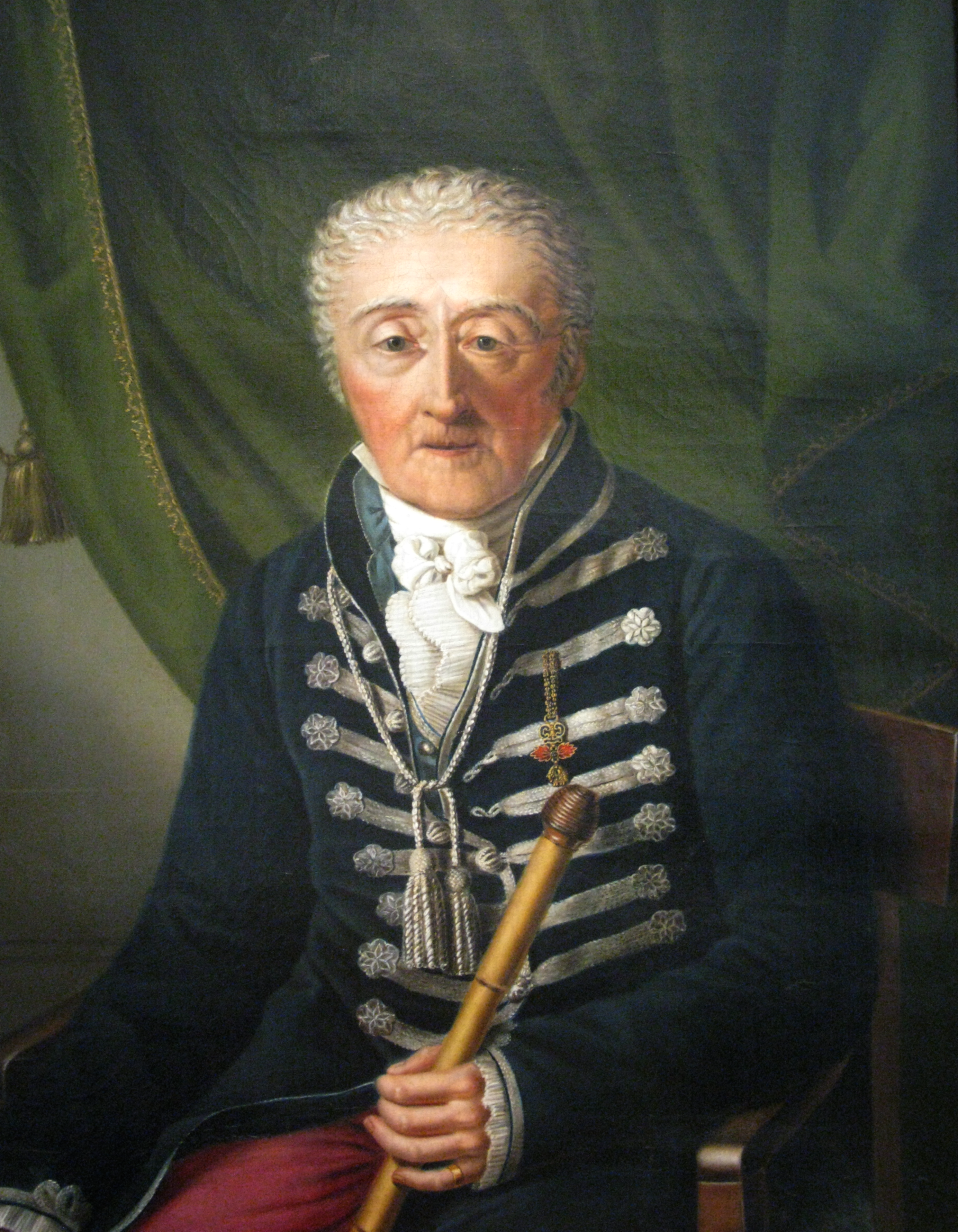
Adam Kazimierz Czartoryski
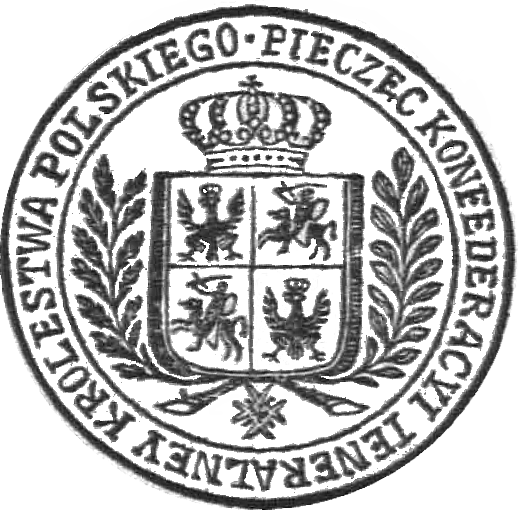
Pieczęć Konfederacji Generalnej Królestwa Polskiego
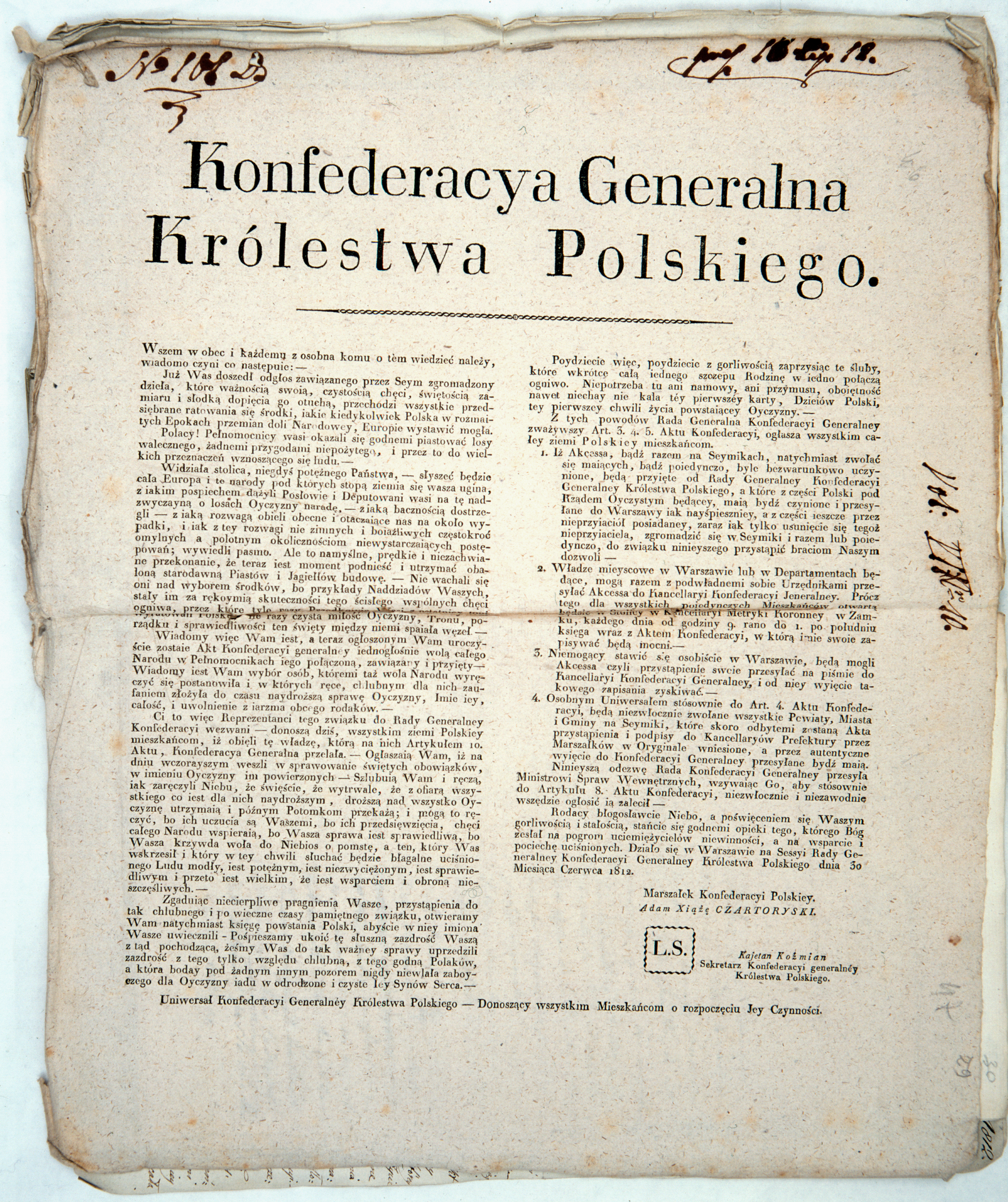
Uniwersał Konfederacji Generalnej  Królestwa Polskiego